# Jaycob Megna
Jaycob Megna (* 10. prosince 1992) je profesionální americký hokejový obránce momentálně hrající v týmu Florida Panthers v severoamerické lize NHL. V roce 2012 byl draftován v 7. kole jako 210. celkově klubem Anaheim Ducks. Jeho starší bratr Jayson Megna je také profesionální hokejista.

## Klubové statistiky
| Sezona     | Klub               | Soutěž     | Základní část | Základní část | Základní část | Základní část | Základní část | Play off | Play off | Play off | Play off | Play off |
| Sezona     | Klub               | Soutěž     | Z             | G             | A             | B             | TM            | Z        | G        | A        | B        | TM       |
| ---------- | ------------------ | ---------- | ------------- | ------------- | ------------- | ------------- | ------------- | -------- | -------- | -------- | -------- | -------- |
| 2013/14    | Norfolk Admirals   | AHL        | 2             | 0             | 0             | 0             | 2             | —        | —        | —        | —        | —        |
| 2014/15    | Norfolk Admirals   | AHL        | 32            | 1             | 4             | 5             | 4             | —        | —        | —        | —        | —        |
| 2015/16    | San Diego Gulls    | AHL        | 67            | 0             | 12            | 12            | 14            | 9        | 1        | 0        | 1        | 0        |
| 2016/17    | San Diego Gulls    | AHL        | 62            | 5             | 22            | 27            | 37            | 10       | 0        | 4        | 4        | 8        |
| 2016/17    | Anaheim Ducks      | NHL        | 1             | 0             | 0             | 0             | 0             | —        | —        | —        | —        | —        |
| 2017/18    | Anaheim Ducks      | NHL        | 14            | 0             | 1             | 1             | 2             | —        | —        | —        | —        | —        |
| 2017/18    | San Diego Gulls    | AHL        | 49            | 2             | 10            | 12            | 25            | —        | —        | —        | —        | —        |
| 2018/19    | San Diego Gulls    | AHL        | 38            | 2             | 11            | 13            | 20            | 16       | 0        | 2        | 2        | 10       |
| 2018/19    | Anaheim Ducks      | NHL        | 28            | 1             | 3             | 4             | 12            | —        | —        | —        | —        | —        |
| 2019/20    | Chicago Wolves     | AHL        | 60            | 3             | 7             | 10            | 40            | —        | —        | —        | —        | —        |
| 2020/21    | San Jose Barracuda | AHL        | 36            | 2             | 6             | 8             | 22            | 4        | 0        | 0        | 0        | 2        |
| 2021/22    | San Jose Barracuda | AHL        | 22            | 2             | 8             | 10            | 10            | —        | —        | —        | —        | —        |
| 2021/22    | San Jose Sharks    | NHL        | 44            | 2             | 6             | 8             | 16            | —        | —        | —        | —        | —        |
| 2022/23    | San Jose Sharks    | NHL        | 48            | 1             | 11            | 12            | 21            | —        | —        | —        | —        | —        |
| 2022/23    | Seattle Kraken     | NHL        |               |               |               |               |               |          |          |          |          |          |
| NHL celkem | NHL celkem         | NHL celkem | 135           | 4             | 21            | 25            | 51            | —        | —        | —        | —        | —        |

### Reprezentační statistiky
| 2022    | USA     | MS      | 8 | 0 | 2 | 2 | 4 | 4. |
| Celkově | Celkově | Celkově | 8 | 0 | 2 | 2 | 4 |    |